# Gran Premi dels Països Baixos del 1979
Resultats del Gran Premi dels Països Baixos de Fórmula 1 de la temporada 1979, disputat al circuit de Zandvoort, el 26 d'agost del 1979.

## Resultats
| Pos | No | Pilot                 | Equip                | Voltes | Temps/ Retirada  | Pos. de sortida | Punts |
| --- | -- | --------------------- | -------------------- | ------ | ---------------- | --------------- | ----- |
| 1   | 27 | Alan Jones            | Williams - Ford      | 75     | 1h 41' 19. 775   | 2               | 9     |
| 2   | 11 | Jody Scheckter        | Ferrari              | 75     | + 21.783 s       | 5               | 6     |
| 3   | 26 | Jacques Laffite       | Ligier - Ford        | 75     | + 1' 03.253 min. | 7               | 4     |
| 4   | 6  | Nelson Piquet         | Brabham - Alfa Romeo | 74     | + 1 Volta        | 11              | 3     |
| 5   | 25 | Jacky Ickx            | Ligier - Ford        | 74     | + 1 Volta        | 20              | 2     |
| 6   | 30 | Jochen Mass           | Arrows - Ford        | 73     | + 2 Voltes       | 18              | 1     |
| 7   | 31 | Hector Rebaque        | Lotus - Ford         | 73     | + 2 Voltes       | 24              |       |
| Ret | 3  | Didier Pironi         | Tyrrell - Ford       | 51     | Suspensions      | 10              |       |
| Ret | 12 | Gilles Villeneuve     | Ferrari              | 49     | Pneumàtics       | 6               |       |
| Ret | 18 | Elio de Angelis       | Shadow - Ford        | 40     | Transmissió      | 22              |       |
| Ret | 20 | Keke Rosberg          | Wolf - Ford          | 33     | Motor            | 8               |       |
| Ret | 15 | Jean Pierre Jabouille | Renault              | 26     | Embragatge       | 4               |       |
| Ret | 7  | John Watson           | McLaren - Ford       | 22     | Motor            | 12              |       |
| Ret | 4  | Jean Pierre Jarier    | Tyrrell - Ford       | 20     | Virolla          | 16              |       |
| Ret | 9  | Hans Joachim Stuck    | ATS - Ford           | 19     | Transmissió      | 15              |       |
| Ret | 17 | Jan Lammers           | Shadow - Ford        | 12     | Caixa canvi      | 23              |       |
| Ret | 1  | Mario Andretti        | Lotus - Ford         | 9      | Suspensions      | 17              |       |
| Ret | 29 | Riccardo Patrese      | Arrows - Ford        | 7      | Frens            | 19              |       |
| Ret | 8  | Patrick Tambay        | McLaren - Ford       | 6      | Motor            | 14              |       |
| Ret | 5  | Niki Lauda            | Brabham - Alfa Romeo | 4      | Retirada         | 9               |       |
| Ret | 14 | Emerson Fittipaldi    | Fittipaldi - Ford    | 2      | Part elèctrica   | 21              |       |
| Ret | 2  | Carlos Reutemann      | Lotus - Ford         | 1      | Suspensions      | 13              |       |
| Ret | 16 | René Arnoux           | Renault              | 1      | Suspensions      | 1               |       |
| Ret | 28 | Clay Regazzoni        | Williams - Ford      | 0      | Accident         | 3               |       |
| NVQ | 22 | Patrick Gaillard      | Ensign - Ford        |        |                  |                 |       |
| NVQ | 24 | Arturo Merzario       | Merzario - Ford      |        |                  |                 |       |

## Altres
- Pole: René Arnoux 1' 15. 461

- Volta ràpida: Gilles Villeneuve 1' 19. 438 (a la volta 39)